# Regole ampezzane
Le Regole ampezzane sono un istituto di proprietà collettive delle terre da pascolo e forestali, tradizionali nella zona di Cortina d'Ampezzo.
Residuo di epoche in cui la proprietà dei terreni era per lo più comune, determina tutt'oggi la proprietà degli abitanti originari, con esclusione quindi di tutti quelli che si trasferiscono successivamente in un comune.
Questo regime tradizionale ha permesso la conservazione delle caratteristiche del territorio, con vantaggi  dal punto di vista ecologico.
Quanto al regime giuridico, vi è stata la tendenza a cercare di assimilare queste terre comuni a quelle di un demanio comunale, ma da parte dei regolieri vi è stata la tenace difesa dell'opposto principio che si tratti di una proprietà privata esclusiva degli abitanti originari.

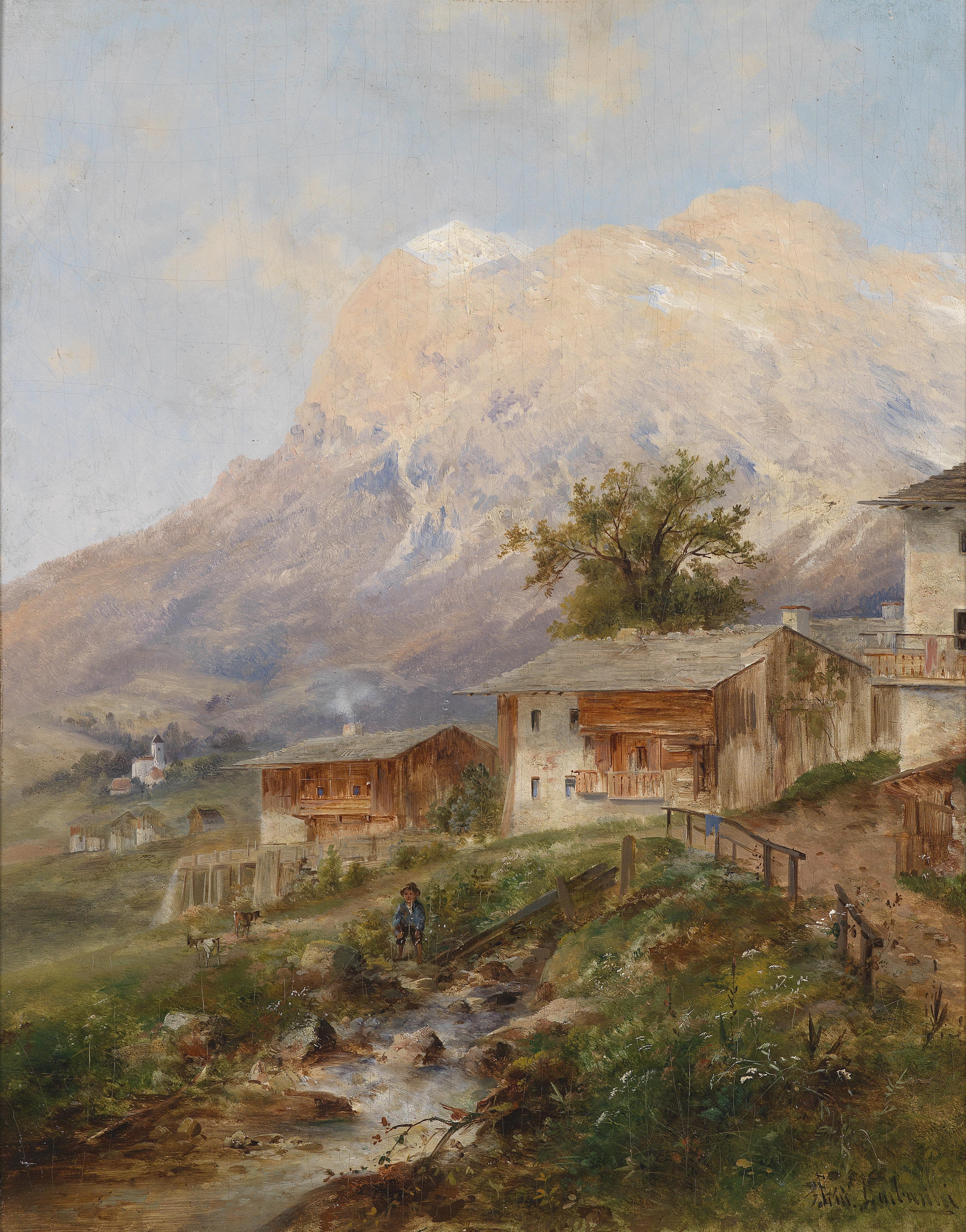
Dintorni di Cortina d'Ampezzo all'inizio del XX secolo. Opera di Emil Barbarini.

## Le proprietà
A Cortina i boschi di proprietà delle Regole si estendono su una superficie di circa 16.000 ettari. Si tratta per lo più di conifere e le essenze più diffuse sono: abete rosso, larice, abete bianco e cirmolo.

## I laudi
Da secoli la regolamentazione dei diritti dei partecipanti alle regole, detti regolieri, viene fissata dai laudi. Ad esempio ciascun regoliere può disporre di legna da ardere per il riscaldamento domestico: nella valle d'Ampezzo è d'uso sia la cucina economica (“sporer”) per cucinare, sia la stufa in maiolica (“fornel”) per il riscaldamento. Ogni regoliere può contare su 7 metri steri (mst.) di legna per ogni capo famiglia, più 1 mst. per ogni suo componente.
Può inoltre disporre di legname da costruzione, il migliore disponibile, ma solo per uso proprio, escludendo la possibilità di farne commercio.

## Natura giuridica delleRegole
Come tutte le proprietà comuni di una gens, tipiche dell'antico diritto germanico, le Regole ampezzane hanno trovato una difficile collocazione nel diritto italiano moderno. Una certa tendenza era di assimilarla al demanio comunale, magari asservita ad una servitù di pascolo e di legnatico od ancora ad un uso civico. Simili istituti di proprietà collettiva erano presenti in Inghilterra tra il XVII ed il XIX secolo prima delle enclosures ed erano particolarmente diffusi in Sardegna prima delle chiudende e dove tuttora in parte sopravvivono. Per amore delle antiche tradizioni, congiuntamente agli interessi economici connessi allo sviluppo del turismo, i regolieri hanno strenuamente difeso il carattere privatistico della loro proprietà, sia pure regolata non dalle comuni regole della comunione, ma dai laudi, che introducono, a volte, norme di carattere sociale. Per lo stato italiano le Regole d'Ampezzo non sono né un ente pubblico né un soggetto privato ma rientrano nell'ordine della proprietà collettiva.

## LaCasa delle regole

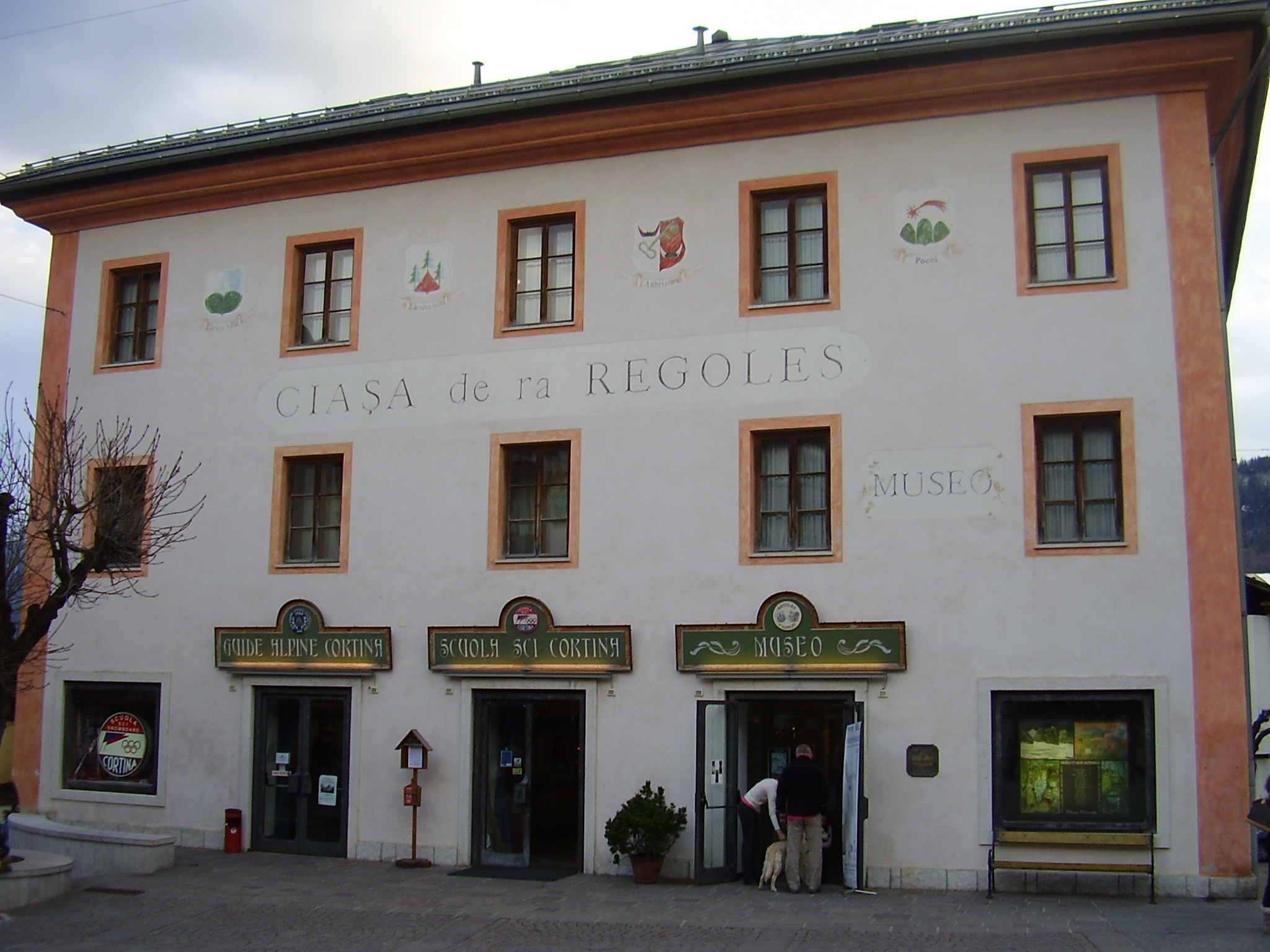
Ciasa de ra Regoles

Al centro del paese a Cortina uno dei più bei palazzi antichi è la Ciasa de ra Regoles (Casa delle regole) che è la sede dell'amministrazione del complesso sistema delle proprietà comuni. Inoltre l'edificio ospita il Museo d'Arte Moderna "Mario Rimoldi".